# Station Jaślany
Station Jaślany is een spoorwegstation in de Poolse plaats Jaślany.